# Mentaga
 (avril 2025).
Motif : En attendant des sources secondaires centrées.
- Archive Wikiwix
- Bing
- Cairn
- DuckDuckGo
- E. Universalis
- Gallica
- Google
- G. Books
- G. News
- G. Scholar
- Persée
- Qwant
- (zh) Baidu
- (ru) Yandex
- (wd) trouver des œuvres sur Wikidata

| 1. | Préciser le motif de la pose du bandeau. | Précisez le motif de la pose du bandeau en utilisant la syntaxe suivante : {{admissibilité à vérifier\|date=juillet 2025\|motif=remplacez ce texte par le motif}}            |
| 2. | Informer les utilisateurs concernés.     | Pensez à avertir le créateur de l'article, par exemple, en insérant le code ci-dessous sur sa page de discussion : {{subst:avertissement admissibilité à vérifier\|Mentaga}} |

 (juillet 2014).
Mentaga (tachelhiyt:  Imentagn) est une tribu du Chleuhs située sur le versant sud du Haut Atlas occidental, dans la vallée de Mentaga,.
Mentaga fait partie des tribus Henfisa du Adrar N'Dern, est bordée à l'est par Ida Ou Zdaghen, au nord par Ida Ou Mahmoud et Isksaoun, à l'ouest par Ireguitn, et au sud par la plaine du Souss.
Le territoire d'Imntagn s'étend de la commune de Tamloukt au sud jusqu'à Imoulas au nord.

## Origines
Mentaga fait partie des tribus Ahl Dern mentionnées par Al-Baydaq, branche de la tribu Henfisa des Masmouda.